# ヒュギエイアの杯

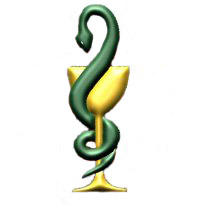
ヒュギエイアの杯

ヒュギエイアの杯（ヒュギエイアのさかずき、英語: Bowl of Hygieia）とは、ギリシア神話に登場する名医アスクレピオスの娘のヒュギエイアが持っていた杯。ヘビの巻きついた杯として表現される。アスクレピオスの杖と並び医療・医術の象徴として世界的に広く用いられているシンボルマークである。特にアスクレピオスの杖が医学のシンボルとされるのに対し、ヒュギエイアの杯は薬学のシンボルとして用いられる場合が多い。

アスクレピオスの杖